# Biurków Wielki (gromada)
Biurków Wielki (od ok. początku lat 1970. Biórków Wielki) – dawna gromada, czyli najmniejsza jednostka podziału terytorialnego Polskiej Rzeczypospolitej Ludowej w latach 1954–1972.
Gromady, z gromadzkimi radami narodowymi (GRN) jako organami władzy najniższego stopnia na wsi, funkcjonowały od reformy reorganizującej administrację wiejską przeprowadzonej jesienią 1954 do momentu ich zniesienia z dniem 1 stycznia 1973, tym samym wypierając organizację gminną w latach 1954–1972.
Gromadę Biurków Wielki z siedzibą GRN w Biurkowie Wielkim utworzono – jako jedną z 8759 gromad na obszarze Polski – w powiecie miechowskim w woj. krakowskim, na mocy uchwały nr 24/IV/54 WRN w Krakowie z dnia 6 października 1954. W skład jednostki weszły obszary dotychczasowych gromad: Biurków Wielki ze zniesionej gminy Wierzbno, Rawałowice ze zniesionej gminy Luborzyca oraz Polekarcice ze zniesionej gminy Koniusza; wszystkie jednostki w tymże powiecie. Dla gromady ustalono 15 członków gromadzkiej rady narodowej.
13 listopada 1954 (z mocą od 1 października 1954) gromada weszła w skład nowo utworzonego powiatu proszowickiego.
31 grudnia 1961 do gromady Biurków Wielki przyłączono wsie Goszyce, Łososkowice i Skrzeszowice ze zniesionej gromady Skrzeszowice w powiecie miechowskim.
Od około początku lat 70. jednostka pojawia się w spisach urzędowych pod nazwą gromada Biórków Wielki.
Gromada przetrwała do końca 1972 roku, czyli do kolejnej reformy gminnej.